# Été et Fumées
Été et Fumées (titre original : Summer and Smoke) est un film américain réalisé par Peter Glenville, sorti en 1961. C'est l'adaptation de la pièce du même titre, écrite par Tennessee Williams en 1948.

## Synopsis
Une vieille fille dont les parents sont très stricts s'oppose à eux quand elle rencontre un étudiant qui la trouble.

## Fiche technique
- Titre : Été et Fumées
- Titre original : Summer and Smoke
- Réalisation : Peter Glenville
- Scénario : James Poe et Meade Roberts d'après la pièce de Tennessee Williams
- Production : Hal B. Wallis
- Musique : Elmer Bernstein
- Photographie : Charles Lang
- Montage : Warren Low
- Pays d'origine : États-Unis
- Format : Couleurs - 2,35:1 - Mono
- Genre : Drame, romance
- Durée : 118 minutes
- Date de sortie : 1961

## Distribution
- Laurence Harvey : John Buchanan Jr.
- Geraldine Page : Alma Winemiller
- Rita Moreno : Rosa Zacharias
- Una Merkel : Mme Winemiller
- John McIntire : Dr Buchanan
- Thomas Gomez : Papa Zacharias
- Pamela Tiffin : Nellie Ewell
- Malcolm Atterbury : Révérend Winemiller
- Earl Holliman : Archie Kramer
- Lee Patrick : Mme Ewell
- Casey Adams : Roger Doremus

Acteurs non crédités
- Rico Alaniz : Lanceur de couteaux
- Margaret Blye : Dusty
- Jester Hairston : Thomas
- Pepe Hern : Nico
- Almira Sessions : Membre du comité
- Harry Shannon : Dr Burke